# بیمارستان باپتیست هلث
بیمارستان باپتیست هلث (به انگلیسی: Baptist Health) بیمارستانی مدیکر، خدمات درمانی، عمومی در کشور ایالات متحده آمریکا است که در سال دههٔ ۱۹۴۰ میلادی ساخته شده و دارای ۱٬۰۰۰ تخت است.